# 总体战
總體戰（英語：total war）又称全面战争，是指一個國家動員所有能夠運用的資源，摧毀另外一個國家參與戰爭能力的軍事衝突型態。總體戰的實踐古已有之，但在19世紀中後期才成為一門獨立的學問。

## 词源
这个短语可以追溯至1936年埃里希·鲁登道夫出版的一战回忆录《总体战》（Der Totale Krieg）。其后美国空军四星上將柯蒂斯·李梅更新的概念，让总体战进入核时代。他建议在核时代总体战应当由交付核武库对一个单一目标进行压倒性打击。